# ماريتا
ماريتا (بالإنجليزية: Marietta, Oklahoma)‏ هي مدينة تقع بولاية أوكلاهوما في الولايات المتحدة. تبلغ مساحة هذه المدينة 6.2 (كم²)، وترتفع عن سطح البحر 258 م، بلغ عدد سكانها 2626 نسمة في عام 2010 حسب إحصاء مكتب تعداد الولايات المتحدة.

## التركيبة السكانية
حدّد مكتب تعداد الولايات المتحدة بيانات التركيبة السكانية لماريتا في تعداد الولايات المتحدة. في ما يلي، التركيبة السكانية حسب تعدادي 2000 و2010.

### تعداد عام 2000
بلغ عدد سكان ماريتا 2,445 نسمة بحسب تعداد عام 2000، وبلغ عدد الأسر 952 أسرة وعدد العائلات 636 عائلة مقيمة في المدينة. في حين سجلت الكثافة السكانية 386.9 نسمة لكل كيلومتر مربع (1,002.1/ميل2). وبلغ عدد الوحدات السكنية 1,094 وحدة بمتوسط كثافة قدره 173.1 لكل كيلومتر مربع (448.3/ميل2).
وتوزع التركيب العرقي للمدينة بنسبة 77.30% من البيض و6.34% من الأمريكيين الأفارقة و5.15% من الأمريكيين الأصليين و0.29% من الأمريكيين ذوي الأصول الآسيوية و0.04% من سكان جزر المحيط الهادئ و8.30% من الأعراق الأخرى و2.58% من عرقين مختلطين أو أكثر و16.07% من الهسبانيون أو اللاتينيون من أي عرق.
بلغ عدد الأسر 952 أسرة كانت نسبة 37.1% منها لديها أطفال تحت سن الثامنة عشر تعيش معهم، وبلغت نسبة الأزواج القاطنين مع بعضهم البعض 47.3% من أصل المجموع الكلي للأسر، ونسبة 16.1% من الأسر كان لديها معيلات من الإناث دون وجود شريك، بينما كانت نسبة 3.5% من الأسر لديها معيلون من الذكور دون وجود شريكة وكانت نسبة 33.2% من غير العائلات. تألفت نسبة 29.2% من أصل جميع الأسر من عدة أفراد يعيشون في نفس المنزل ونسبة 17% كانت تتألف من شخص يعيش بمفرده يبلغ من العمر 65 عاماً أو أكثر. وبلغ متوسط حجم الأسرة المعيشية 2.48، أما متوسط حجم العائلات فبلغ 3.07.
بلغ العمر الوسطي للسكان 36.2 عاماً. وكانت نسبة 27.2% من القاطنين تحت سن الثامنة عشر، وكانت نسبة 7.6% بين الثامنة عشر والرابعة والعشرين عاماً، ونسبة 25.6% كانت واقعةً في الفئة العمرية ما بين الخامسة والعشرين والرابعة والأربعين عاماً، ونسبة 20.3% كانت ما بين الخامسة والأربعين والرابعة والستين، ونسبة 15.7% كانت ضمن فئة الخامسة والستين عاماً فما فوق. يوجد لكل 100 أنثى 86.5 ذكر، ويوجد لكل 100 أنثى في الثامنة عشر من عمرها فما فوق 79.3 ذكر.
بلغ متوسط دخل الأسرة في المدينة 26,454 دولارًا، أما متوسط دخل العائلة فبلغ 30,511 دولارًا. وكان متوسط دخل الذكور 25,966 دولارًا مقابل 19,760 دولارًا للإناث. وسجل دخل الفرد الخاص بالمدينة 14,799 دولارًا. وكانت نسبة 13.7% من العائلات ونسبة 16.7% من السكان تحت خط الفقر، وكان من هؤلاء نسبة 22.2% تحت سن الثامنة عشر ونسبة 17.4% في الخامسة والستين من العمر وما فوق.

### تعداد عام 2010
بلغ عدد سكان ماريتا 2,626 نسمة بحسب تعداد عام 2010، وبلغ عدد الأسر 983 أسرة وعدد العائلات 670 عائلة مقيمة في المدينة. في حين سجلت الكثافة السكانية 415.5 نسمة لكل كيلومتر مربع (1,076.1/ميل2). وبلغ عدد الوحدات السكنية 1,115 وحدة بمتوسط كثافة قدره 176.4 لكل كيلومتر مربع (456.9/ميل2).
وتوزع التركيب العرقي للمدينة بنسبة 64.39% من البيض و4.72% من الأمريكيين الأفارقة و5.79% من الأمريكيين الأصليين و0.69% من الأمريكيين ذوي الأصول الآسيوية و18.51% من الأعراق الأخرى و5.90% من عرقين مختلطين أو أكثر و25.86% من الهسبانيون أو اللاتينيون من أي عرق.
بلغ عدد الأسر 983 أسرة كانت نسبة 38.9% منها لديها أطفال تحت سن الثامنة عشر تعيش معهم، وبلغت نسبة الأزواج القاطنين مع بعضهم البعض 44.5% من أصل المجموع الكلي للأسر، ونسبة 17.7% من الأسر كان لديها معيلات من الإناث دون وجود شريك، بينما كانت نسبة 6% من الأسر لديها معيلون من الذكور دون وجود شريكة وكانت نسبة 31.8% من غير العائلات. تألفت نسبة 28% من أصل جميع الأسر من عدة أفراد يعيشون في نفس المنزل ونسبة 13.2% كانت تتألف من شخص يعيش بمفرده يبلغ من العمر 65 عاماً أو أكثر. وبلغ متوسط حجم الأسرة المعيشية 2.60، أما متوسط حجم العائلات فبلغ 3.17.
بلغ العمر الوسطي للسكان 33.7 عاماً. وكانت نسبة 28.7% من القاطنين تحت سن الثامنة عشر، وكانت نسبة 8.9% بين الثامنة عشر والرابعة والعشرين عاماً، ونسبة 26% كانت واقعةً في الفئة العمرية ما بين الخامسة والعشرين والرابعة والأربعين عاماً، ونسبة 21.2% كانت ما بين الخامسة والأربعين والرابعة والستين، ونسبة 15.1% كانت ضمن فئة الخامسة والستين عاماً فما فوق. وتوزع التركيب الجنسي للسكان بنسبة 46.7% ذكور و53.3% إناث.

## أعلام
- ويلدون روجرز
- كيربي مينتر

## وصلات خارجية
- City Website
- The US50 - Cities and Towns in Oklahoma State